# Diatraea luteella
Diatraea luteella là một loài bướm đêm trong họ Crambidae.